# ボルゴ・トッシニャーノ
ボルゴ・トッシニャーノ（伊: Borgo Tossignano）は、イタリア共和国エミリア＝ロマーニャ州ボローニャ県にある、人口約3,200人の基礎自治体（コムーネ）。

## 地理

### 位置・広がり

#### 隣接コムーネ
隣接するコムーネは以下の通り。括弧内のRAはラヴェンナ県所属を示す。
- カザルフィウマネーゼ
- カーゾラ・ヴァルセーニオ (RA)
- フォンタネーリチェ
- イーモラ
- リオーロ・テルメ (RA)

### 気候分類・地震分類
ボルゴ・トッシニャーノにおけるイタリアの気候分類 (it) および度日は、zona E, 2302 GGである。
また、イタリアの地震リスク階級 (it) では、zona 2 (sismicità media) に分類される。

## 姉妹都市
- リパリモザーニ、イタリア(カンポバッソ県)

## 人物

### 著名な出身者
- ヨハネス10世 - 10世紀のローマ教皇。